# Tchampou
Le genre poétique tchampou ou tchampou-kavya (en devanagari: चम्पु-काव्य) est une branche de la Littérature indienne qui tire ses origines du sanskrit. C'est une alternance de prose (Gadya-Kavya) et de poésies (Padya-Kavya), les vers se mêlant intimement aux passages en prose. Il s'est épanoui à la fin de l'Antiquité et au début du Moyen Âge.
Les poètes télougou traditionnels étaient passés maîtres en cet art : Krishnamaacharya a repoussé la tradition du champu marga avec la prose dévote dite Vachana. La littérature Oriya est aussi très riche en poésie de style tchampou. Les plus célèbres auteurs de cette tradition sont Kabi Sourya Baladev Rath, Banamali Das et Dinakroushna Das. La littérature de la période Hoysala a continué de pratiquer cette forme.

## Ouvrages de style tchampou
Dans la littérature télougou, le poème tchampou le plus célèbre est  l’Andhra Mahabharatam de Nannaya Bhattarakudu, composé au XIe siècle, qui se distingue par la délicatesse du style.
Le philosophe vishnouiste Jiva Gosvami (1513 – 1598) a composé le tchampou Sri Gopala Champu. La Prahlādacharita, pièce en sanskrit de Ramavarma Parikchith Thampuran (Ramavarma XVIII), dernier Maharadjah de Cochin, est de style tchampou.
En  littérature Kannada, ce mètre sanskrit a été popularisé par les poètes de cour des monarques Chalukya, tels Pampa (902 - ?), dit Adikavi, l'un des plus illustres poètes kannada. Il a inauguré ce style avec la Vikramarjuna Vijaya (Pampa Bharata) et son Adipurana (composés vers l'an 940), qui sont les principales sources d'inspiration de la littérature kannada,. Sous l'appellation de tchampou-kavya, ce fut la forme littéraire la plus répandue entre le IXe siècle et le XIIe siècle ; par la suite, les poètes se tournèrent vers d'autres mètres sanskrits : le tripadi (sur trois lignes), le saptapadi (sur sept lignes), l’ashtaka (sur huit lignes), le shataka (poème de cent lignes), l’hadougabba (chant) et les vers libres.

## Source de la traduction
- (en) Cet article est partiellement ou en totalité issu de l’article de Wikipédia en anglais intitulé « Champu » (voir la liste des auteurs).